# Georgia en el Festival de la Canción de Eurovisión
Georgia participa en el Festival de la Canción de Eurovisión, tras su debut en la edición de 2007. Quiso participar en 2009, pero se retiró después de que la Unión Europea de Radiodifusión les pidiera que reescribieran su canción, la cual hacía referencia al, por entonces, primer ministro de Rusia, Vladímir Putin. Georgia se ha clasificado para la final en ocho ocasiones. Asimismo, ha alcanzado el TOP-10 dos veces: en 2010, con Sofia Nizharadze; y en 2011, con Eldrine, ambos con la novena posición.

## Historia
El 27 de octubre de 2006, Georgia, un país en el extremo oriental de Europa, concretamente en la región conocida como el Cáucaso, confirmó que deseaba participar en el Festival de la Canción de Eurovisión. En su momento, la UER seguía limitando el festival a un máximo de 40 países. Sin embargo, en marzo de 2007 se amplió el cupo de países que podían participar en Helsinki y Georgia comenzó los preparativos para su primera aparición en el Festival. Aunque el hecho de ser miembro de la UER no le otorgaba el derecho de participar en Eurovisión por estar fuera del Área de Radifusión, pudo ingresar al Festival por pertenecer al Consejo de Europa. La televisión georgiana escogió internamente a Sopho Khalvashi, mientras que fue el público el que eligió la canción. Con «Visionary dream» lograron superar la semifinal, en la que obtuvieron 123 puntos, y quedaron en octavo lugar. Finalmente, alcanzaron el duodécimo puesto (de 24) en la final.
En el festival del 2008, su representante fue la invidente Diana Gurtskaya, quien ocupó en la semifinal la quinta posición y en la final la undécima. Su canción fue de corte pacifista, y tenía por título «Peace will come», (La paz llegará, en castellano). Pese a que no tenía una excelente coreografía como el caso de por ejemplo Ucrania, la potentísima voz de la cantante se hizo llegar al público, con una puesta muy especial ya que al principio todo aparecía en color negro, y de repente, con una sábana blanca, casi al final de la canción, se devolvía la esperanza perdida por el negro del principio, resultando una contraposición entre la pureza y el luto. Diana es conocida en los países del este por haber ganado varios festivales y haber cantado con ganadores de Eurovisión como el italiano Toto Cotugno, su fama seguramente resurja por ser la cantante con un lema pacifista en el festival más visto anualmente en el Viejo Continente y en otros países del mundo.
Aunque al principio Georgia no quería participar debido al conflicto con Rusia por las regiones sepatratistas de Abjasia y Osetia del Sur, finalmente accedió a enviar representantes. Sin embargo, no participó en la edición del 2009 debido a que su tema, interpretado por el grupo Stephane & 3G fue descalificado después de que la delegación de dicho país se negara a cambiar o modificar la canción «We don't wanna put in», por las supuestas alusiones al primer ministro ruso Vladímir Putin.
Georgia confirmó que participaría en la edición de 2010. Con la canción "Shine" de Sofia Nizharadze quedaron terceros en la segunda semifinal (con 106 puntos) y novenos en la final (con 136) siendo así los mejores resultados de Georgia en el festival.
Igualaron el resultado del año anterior en la edición de 2011 con el grupo Eldrine y el tema rock «One More Day». Obtuvieron la quinta posición en la semifinal, y se clasificaron para una final en la que volverían a conseguir un meritorio noveno puesto, con 110 puntos.
En 2012 el país caucásico es eliminado por primera vez en semifinales siendo representado por Anri Jokhadze, quien había rondado en las últimas posiciones de las apuestas desde su elección aunque en la semifinal no logró un lugar tan malo (quedó 14° aunque si se hubiera tomado la elección única del jurado hubiera clasificado a la final), hecho que se volvió a repetir en 2014 con «Three minutes to Earth» en última posición en aquella semifinal.
En 2013, Nodi Tatishvili y Sophie Gelovani representaron al país, quedando décimos en la semifinal y decimoquintos en la final.
En 2014, enviaron como representantes a Mariko Ebralidze junto a The Shin con un tema que sonó y gustó entre la prensa. Finalmente, no logró pasar a la final.
En 2015, tendría su mejor resultado de lo que va de la década con Nina Sublatti que lograría una buena 11° posición con una oscura y buena interpretación.
En 2016, darían un gran giro y nombrarían a Nika Kocharov & Young Georgian Lolitaz como representantes con un tema no favorito al principio. Sin embargo, luego de la deslumbrante puesta en escena, lograron la clasificación y un puesto 20 en la final.

## Participaciones
Leyenda
     Ganador
     Segundo puesto
     Tercer puesto
     Cuarto o quinto puesto (Top 5)
     Último puesto
| 2007 | Helsinki   | Sopho                                  | «Visionary dream»        | 12                 | 97                 | 8                  | 123                |               |               |               |               |
| 2008 | Belgrado   | Diana Gurtskaya                        | «Peace will come»        | 11                 | 83                 | 5                  | 107                |               |               |               |               |
| 2009 | Moscú      | Stephane & 3G                          | «We don't wanna put in»  | Descalificado      | Descalificado      | Descalificado      | Descalificado      | Descalificado | Descalificado | Descalificado | Descalificado |
| 2010 | Oslo       | Sofia Nizharadze                       | «Shine»                  | 9                  | 136                | 3                  | 106                |               |               |               |               |
| 2011 | Düsseldorf | Eldrine                                | «One more day»           | 9                  | 110                | 6                  | 74                 |               |               |               |               |
| 2012 | Bakú       | Anri Jokhadze                          | «I'm a joker»            | No se clasificó    | No se clasificó    | 14                 | 36                 |               |               |               |               |
| 2013 | Malmö      | Nodi Tatishvili y Sophie Gelovani      | «Waterfall»              | 15                 | 50                 | 10                 | 63                 |               |               |               |               |
| 2014 | Copenhague | The Shin y Mariko                      | «Three minutes to Earth» | No se clasificó    | No se clasificó    | 15                 | 15                 |               |               |               |               |
| 2015 | Viena      | Nina Sublatti                          | «Warrior»                | 11                 | 51                 | 4                  | 98                 |               |               |               |               |
| 2016 | Estocolmo  | Nika Kocharov & Young Georgian Lolitaz | «Midnight gold»          | 20                 | 104                | 9                  | 123                |               |               |               |               |
| 2017 | Kiev       | Tamara Gachechiladze                   | «Keep the faith»         | No se clasificó    | No se clasificó    | 11                 | 99                 |               |               |               |               |
| 2018 | Lisboa     | Ethno-Jazz Band Iriao                  | «For you»                | No se clasificó    | No se clasificó    | 18                 | 24                 |               |               |               |               |
| 2019 | Tel Aviv   | Oto Nemsadze                           | «Keep on going»          | No se clasificó    | No se clasificó    | 14                 | 62                 |               |               |               |               |
| 2020 | Róterdam   | Tornike Kipiani                        | «Take me as I am»        | Festival cancelado | Festival cancelado | Festival cancelado | Festival cancelado |               |               |               |               |
| 2021 | Róterdam   | Tornike Kipiani                        | «You»                    | No se clasificó    | No se clasificó    | 16                 | 16                 |               |               |               |               |
| 2022 | Turín      | Circus Mircus                          | «Lock me in»             | No se clasificó    | No se clasificó    | 18                 | 22                 |               |               |               |               |
| 2023 | Liverpool  | Iru Khechanovi                         | «Echo»                   | No se clasificó    | No se clasificó    | 12                 | 33                 |               |               |               |               |
| 2024 | Malmö      | Nutsa Buzaladze                        | «Firefighter»            | 21                 | 34                 | 8                  | 54                 |               |               |               |               |
| 2025 | Basilea    | Mariam Shengelia                       | «Freedom»                | No se clasificó    | No se clasificó    | 15                 | 28                 |               |               |               |               |

## Votación de Georgia
Hasta 2025, la votación de Georgia ha sido:
| Más puntos otorgados solo en la gran final | Más puntos otorgados solo en la gran final | Más puntos otorgados solo en la gran final |
| Pos.                                       | País                                       | Puntos                                     |
| ------------------------------------------ | ------------------------------------------ | ------------------------------------------ |
| 1                                          | Ucrania                                    | 165                                        |
| 2                                          | Armenia                                    | 156                                        |
| 3                                          | Azerbaiyán                                 | 119                                        |
| 4                                          | Italia                                     | 99                                         |
| 5                                          | Lituania                                   | 81                                         |

| Más puntos otorgados en semifinales y final | Más puntos otorgados en semifinales y final | Más puntos otorgados en semifinales y final |
| Pos.                                        | País                                        | Puntos                                      |
| ------------------------------------------- | ------------------------------------------- | ------------------------------------------- |
| 1                                           | Armenia                                     | 245                                         |
| 2                                           | Ucrania                                     | 231                                         |
| 3                                           | Azerbaiyán                                  | 181                                         |
| 4                                           | Lituania                                    | 151                                         |
| 5                                           | Suecia                                      | 131                                         |

| Más puntos recibidos solo en la final | Más puntos recibidos solo en la final | Más puntos recibidos solo en la final |
| Pos.                                  | País                                  | Puntos                                |
| ------------------------------------- | ------------------------------------- | ------------------------------------- |
| 1                                     | Armenia                               | 83                                    |
| 2                                     | Lituania                              | 69                                    |
| 3                                     | Azerbaiyán                            | 55                                    |
| 4                                     | Ucrania                               | 51                                    |
| 5                                     | Rusia                                 | 45                                    |

| Más puntos recibidos en semifinales y final | Más puntos recibidos en semifinales y final | Más puntos recibidos en semifinales y final |
| Pos.                                        | País                                        | Puntos                                      |
| ------------------------------------------- | ------------------------------------------- | ------------------------------------------- |
| 1                                           | Armenia                                     | 181                                         |
| 2                                           | Lituania                                    | 153                                         |
| 3                                           | Ucrania                                     | 117                                         |
| 4                                           | Azerbaiyán                                  | 101                                         |
| 4                                           | Grecia                                      | 101                                         |

## 12 puntos
- Georgia ha dado 12 puntos a:

| Año  | País        |
| ---- | ----------- |
| 2007 | Bélgica     |
| 2008 | Ucrania     |
| 2010 | Azerbaiyán  |
| 2011 | Azerbaiyán  |
| 2012 | Suecia      |
| 2013 | Azerbaiyán  |
| 2014 | Bielorrusia |
| 2015 | Bielorrusia |

| Año  | Jurado          | Televoto   | Conjunto   |
| ---- | --------------- | ---------- | ---------- |
| 2016 | Ucrania         | Ucrania    | Ucrania    |
| 2017 | Portugal        | Azerbaiyán | Azerbaiyán |
| 2018 | Suecia          | Moldavia   | Ucrania    |
| 2019 | República Checa | San Marino | Estonia    |
| 2021 | Suiza           | San Marino | Bulgaria   |
| 2022 | Suecia          | Serbia     | Suecia     |
| 2023 | Sin jurado      | Armenia    | Armenia    |
| 2024 | Sin jurado      | Armenia    | Armenia    |
| 2025 | Sin jurado      | Armenia    | Armenia    |

| Año  | País        |
| ---- | ----------- |
| 2007 | Armenia     |
| 2008 | Armenia     |
| 2010 | Bielorrusia |
| 2011 | Lituania    |
| 2012 | Lituania    |
| 2013 | Azerbaiyán  |
| 2014 | Armenia     |
| 2015 | Armenia     |

| Año  | Jurado          | Televoto   | Conjunto   |
| ---- | --------------- | ---------- | ---------- |
| 2016 | Ucrania         | Armenia    | Ucrania    |
| 2017 | Portugal        | Azerbaiyán | Azerbaiyán |
| 2018 | Suecia          | Israel     | Estonia    |
| 2019 | República Checa | Chipre     | Chipre     |
| 2021 | Italia          | Grecia     | Italia     |
| 2022 | Reino Unido     | Ucrania    | Ucrania    |
| 2023 | Bélgica         | Armenia    | Armenia    |
| 2024 | Suiza           | Ucrania    | Suiza      |
| 2025 | Italia          | Armenia    | Ucrania    |

## Galería de imágenes
|                                    |
| Sopho Khalvashi en Helsinki (2007) |

|                                    |
| Diana Gurtskaya en Belgrado (2008) |

|                                 |
| Sopho Nizharadze en Oslo (2010) |

|                              |
| Eldrine en Düsseldorf (2011) |

|                                                    |
| Sopho Gelovani y Nodiko Tatishvili en Malmö (2013) |

|                                                  |
| Mariko Ebralidze y The Shin en Copenhague (2014) |

|                               |
| Nina Sublatti en Viena (2015) |

|                                                            |
| Nika Kocharov & Young Georgian Lolitaz en Estocolmo (2016) |

|                                     |
| Tamara Gachechiladze en Kiev (2017) |

|                        |
| Iriao en Lisboa (2018) |

|                                 |
| Oto Nemsadze en Tel Aviv (2019) |

|                               |
| Circus Mircus en Turín (2022) |

|                         |
| Iru en Liverpool (2023) |

|                                 |
| Nutsa Buzaladze en Malmö (2024) |